# Самоходна противовъздушна установка
Самоходната противовъздушна установка е противовъздушно оръдие или пускова установка за ракети земя-въздух монтирана на самоходно шаси. Руският еквивалент е известен като зенитна самоходна установка (на руски: Зенитная самоходная установка).
Оръжейните системи включват картечници, автоматични оръдия, големи оръдия или ракети. В някои случаи се монтират оръдия и ракети с голям обсег. Шасито, на което се монтират, може да бъде на камион или на бронирана бойна машина (бронетранспортьор или танк), които осигуряват защита от самолети, артилерия и ръчно стрелково оръжие при използване край фронтовата линия.
Противовъздушните оръдия обикновено се монтират на бързо въртящи се куполи и разполагат с голям вертикален ход за ефективна стрелба по бързо движещи се самолети. Те често са сдвоени или счетворени, което позволява голяма скорострелност. Днес ракетите до голяма степен са изместили противовъздушните оръдия.
Противовъздушни картечници са монтирани върху камиони още през Първата световна война. Върху по-големите камиони са поставяни оръдия, но те са изисквали монтиране извън камион, за да се закрепят стабилизиращите крака на оръдието. Изключение на това правило са италианските оръдия Cannone da 90/53, които са били изключително ефективни, когато са монтирани на камион, комбинация известна като „autocannoni da 90/53“. Освен като противовъздушно 90/53 е известно и като противотанково оръдие, но само няколкостотин от него са произведени до примирието от 1943 г.
Дори оръжията от среден калибър (като 40 мм оръдие Bofors) са неудобни за монтиране на камиони. Това се дължи не толкова на тяхната маса, колкото на необходимостта за бързо насочване на оръдието. Нуждата от противовъздушни оръжия принуждава към преминаването към по-тежки машини, чиято маса и стабилност позволяват бързото насочване и обслужване на оръжия от всички размери.
Концепцията за бронираните самоходни противовъздушни оръжия е развита основно от Германия по време на Втората световна война с тяхната серия Флакпанцер, включваща машините Möbelwagen, Wirbelwind, Ostwind и Kugelblitz. Другите страни участващи във войната също реализират свои разработки, например американския М16 създаден при монтиране на счетворени картечници М2 върху полуверижна машина М3. Британците представят Crusader III AA Mark I върху който е монтирано отличното 40 мм оръдие Bofors. В редица случаи тези машини са използвани за директен огневи обстрел срещу пехота, в късните етапи на Втората световна война и войната във Виетнам, когато противникът разполага с малко или никакви щурмови самолети.
Модерните варианти включват руските ЗСУ-23-4 „Шилка“ и Тунгуска-М1, китайския Type 88 SPAAG, шведския CV9040 AAV, полския PZA Loara, американските M6 Bradley Linebacker и M1097 Humvee Avenger, канадския ADATS, германския „Гепард“, японския Type 87 SPAAG и подобните варианти базирани на британската противовъздушна система „Marksman“ (която се използва и в редица други машини), италианските SIDAM 25 и Otomatic, и разновидностите на френския AMX-13. По-стари следвоенни модели включват ЗСУ-57-2, американските M42 Duster, M163 VADS и спрения M247 Sergeant York.
|  | Тази страница частично или изцяло представлява превод на страницата Self-propelled anti-aircraft weapon в Уикипедия на английски. Оригиналният текст, както и този превод, са защитени от Лиценза „Криейтив Комънс – Признание – Споделяне на споделеното“, а за съдържание, създадено преди юни 2009 година – от Лиценза за свободна документация на ГНУ. Прегледайте историята на редакциите на оригиналната страница, както и на преводната страница, за да видите списъка на съавторите. ВАЖНО: Този шаблон се отнася единствено до авторските права върху съдържанието на статията. Добавянето му не отменя изискването да се посочват конкретни източници на твърденията, които да бъдат благонадеждни. |